# Krzemieniew
Krzemieniew – wieś w Polsce położona w województwie łódzkim, w powiecie poddębickim, w gminie Dalików.
W latach 1975–1998 miejscowość administracyjnie należała do województwa sieradzkiego.
Urodził się tu Stanisław Felczak SJ – polski duchowny katolicki, Sługa Boży Kościoła katolickiego.